# Forudsigelser og påstande om Kristi andet komme
Dette er en liste over de tidspunkter, hvor det er blevet forudsagt, at Jesus Kristus skulle vende tilbage til jorden. Listen viser tidspunktet og detaljer om forudsigelserne fra nævneværdige personer eller grupper. Troen på Jesu andet komme findes både i kristendommen og i islam.

## Tidligere forudsigelser
| Forudsagt dato                  | Ophavsmand                                   | Beskrivelse |
| ------------------------------- | -------------------------------------------- | --- |
| 500                             | Hippolytus, Sextus Julius Africanus, Irenæus | Disse tre mænd forudsagde alle, at Jesus ville vende tilbage i år 500. En af forudsigelserne var lavet på grundlag af beretningen om Noas ark.:35 |
| 6. april 793                    | Beatus af Liébana                            | Den spanske munk profeterede Kristi andet komme og jordens undergang denne dag henvendt til en menneskemængde. |
| 1. januar 1000                  | Adskillige                                   | Tusindårsapokalypsen ved slutningen af det første kristne årtusinde. Adskillige kristne forudsagde jordens undergang denne dag. Det medførte oprør i Europa. Pilgrimme strømmede til Jerusalem. |
| 19. oktober 1533                | Michael Stifel                               | Denne tyske munk og matematiker regnede sig frem til at dommedag ville indtræffe kl. 20:00 denne dag. |
| 1694                            | Johann Jacob Zimmermann                      | Troede at Jesus ville vende tilbage, og at jorden ville gå under dette år.:19–20 |
| 1700                            | Henry Archer                                 | Archer talte 1335 år frem fra slutningen af Julian den Frafaldnes regeringstid, da han antog, at de 1335 dage i Daniels Bog 12:12 svarede til år, der ville gå til Kristi andet komme. |
| 1757                            | Emanuel Swedenborg                           | Swedenborg mente at dommedag fandt sted i 1757, i den åndelige verden. Dette var en af mange begivenheder, som han fortalte om i sine værker, og som han påstod at have set i syn om den tilbagevendte Jesus Kristus. Han fortæller om en næsten daglig kontakt med Kristus i løbet af henved 30 år. Hans genkomst er ikke i kødet, men i sin hellige ånd. "De skal hverken sige, se her eller se der, thi se, Guds rige er i jer" (Lukasevangeliet 17:20). |
| 15. september 1829              | George Rapp                                  | Grundlæggeren og lederen af Harmonisamfundet forudsagde, at Solkvindens (kvinde nævnt i Johannes' Åbenbaring 12) tre og et halvt år ville slutte, og at Kristus ville begynde sit herredømme på jorden. |
| 1840-1864                       | Jakob Lorber                                 | En østrigsk musiker som gennem 24 år skrev mange værker, som senere blev kaldt den nye åbenbaring. Han påstod at have modtaget åbenbaringen gennem en indre stemme, som tilhørte Jesus Kristus, hvilket gav mange detaljerede forudsigelser om det andet komme. |
| 1836                            | John Wesley, Metodismen                      | Wesley, grundlæggeren af Metodismen forudsagde, at tusindårsriget ville begynde dette år. Han skrev, at Johannes' Åbenbaring 12:14 henviste til årene 1058–1836, "hvor Kristus ville komme".:37 |
| 22. oktober 1844                | William Miller, Milleritter                  | Det faktum at Kristus ikke kom tilbage på denne dato fik nogle milleritter til at sætte nye datoer, mens andre forlod bevægelsen for at oprette Syvende Dags Adventistkirken og Den Kristne Adventkirke, som fortsat venter det snarlige andet komme, men ikke længere sætter datoer. |
| 7. august 1847                  | George Rapp                                  | Rapp, grundlæggeren af Harmonisamfundet forudsagde, at Jesus ville komme tilbage i hans livstid, selv på hans dødsleje d. 7. august, 1847. |
| 1861                            | Joseph Morris                                | Morris, lederen af den mindre mormonsekt (Den Førstefødtes Kirke), fortalte sine tilhængere, at de ikke længere skulle dyrke jorden, fordi han havde en fast tro på, at "Kristus ville komme imorgen." Dette førte til hungersnød i sekten og til Morrisitkrigen i Utah. |
| 1874                            | Charles Taze Russell                         | Russell var den første præsident for hvad der blev til Vagttårnets Bibel- og Traktatselskab hos Jehovas Vidner, og han regnede sig frem til, at Jesu andet komme ville være i 1874. Indtil sin død i 1916 prædikede han, at Kristus var usynligt til stede, og havde regeret fra himlen siden den profeterede dato. Russell forkyndte Kristi usynlige genkomst i 1874, de helliges genopstandelse i 1875, og forudsagde slutningen af "høsten" og en bortrykkelse af de hellige til himlen i 1878, og den sidste vredes dag i 1914. 1874 blev betragtet som slutningen af de 6000 års menneskehistorie og begyndelsen på Kristi dom. |
| 1891                            | Joseph Smith, Mormonismen                    | I History of the Church, bind 2, side 182, findes en øjenvidnes beretning om at Joseph Smith ved et møde forudsagde, at Jesu Kristi andet komme ville finde sted 56 år senere. Bemærk at Mormonkirken siden 2013 ikke længere anerkender History of the Church. |
| 1901                            | Katolsk-apostolske menighed                  | Denne kirke, grundlagt i 1831, påstod at Jesus ville vende tilbage, når den sidste af bevægelsens 12 grundlæggere døde. Den sidste grundlægger døde i 1901.:87 Kirken har været i Danmark siden 1838. |
| 1914                            | Jehovas Vidner                               | Jehovas Vidner tror, at Jesu Kristi usynlige genkomst fandt sted i år 1914. |
| 1917 to 1930                    | Sun Myung Moon                               | Tilhængere af Sun Myung Moon anså ham som værende det andet kommes Herre kaldet af Jesus Kristus i en alder af 15 år. |
| 1930 til 1939                   | Rudolf Steiner                               | Steiner beskrev den fysiske inkarnation af Kristus som en unik begivenhed, men forudså at Kristus ville komme tilbage i det laveste åndelige plan fra begyndelsen af 1930'erne. Dette ville manifestere sig på forskellige måder: som fx en ny spirituel tilgang til samfundsliv og mellem individer, at flere og flere ville få en bevidst adgang til det æteriske plan (clairvoyance), og at Kristus ville vise sig for grupper af søgende. |
| 1975                            | Herbert W. Armstrong                         | Armstrong, højpræst for Radio Church of God (Guds Radiokirke), og Worldwide Church of God, følte at Jesu Kristi genkomst kunne være i 1975. En tanke som han reklamerede for i sin bog 1975 in Prophecy! som han skrev og udgav via Radio Church of God i 1956. |
| 21. juni 1982                   | Benjamin Creme                               | Tilhængerne af New age-guruen Benjamin Creme, som ligesom Alice A. Bailey troede, at det andet komme ville finde sted når Maitreya (væsenet som teosofister identisiferer som Kristus) gør sin jordiske tilstedeværelse offentligt kendt. Creme tror på at Maitreya har været på jorden siden 1977, og lever i skjul. Creme satte reklamer i mange af verdens vigtige aviser i begyndelsen af 1982, hvor der stod at det andet komme ville komme mandag d. 21. juni 1982, hvor Kristus (Maitreya) ville bekendtgøre sin genkomst til hele verden via tv. Cremes tilhængere tror, at Maitreya via telepati vil overskygge hele menneskeheden, når han træder frem på tv. Da hans forudsigelse ikke viste sig at holde stik, påstod Creme, at "verden ikke var klar til at modtage Maitreya". Hans tilhængere tror stadig på, at det vil ske snart. |
| 6. september 1994               | Harold Camping                               | Camping, generalmanager for Family Radio og bibellærer, udgav en bog, 1994?, hvori han forudså at Kristus formentlig ville komme tilbage i 1994. |
| 1999 til 2009                   | Jerry Falwell                                | Fundamentalistisk prædikant som i 1999 forudså at det andet komme nok ville være inden for 10 år. |
| 2000                            | Ed Dobson                                    | Præsten forudså, at undergangen ville finde sted i sin bog The End: Why Jesus Could Return by A.D. 2000. |
| 6. april 2000                   | James Harmston                               | Lederen af mormonsekten Den Sande og Levende Jesu Kristi Kirke af Hellige af de Sidste Dage forudså, at Kristi andet komme ville finde sted denne dag. Bemærk 6. april er Jesu fødselsdato ifølge mormonismen. |
| 21. maj 2011 21. oktober 2011   | Harold Camping                               | Camping påstod at bortrykkelsen ville være 21. maj 2011 mens jorden ville gå under d. 21. oktober samme år. Camping skrev "Adam hvornår?" og påstod at den bibelske kalender var sammenvævet med den sekulære og er præcis fra 11,013 før år 0–2011. |
| 29. september 2011 27. maj 2012 | Ronald Weinland                              | Weinland forudså, at Jesus ville vende tilbage d. 29. september 2011. Da hans forudsigelse ikke passede, flyttede han datoen til d. 27 maj 2012. |
| 2012                            | Jack Van Impe                                | Televangelist som gennem årene har forudsagt mange specifikke tidspunkter for Kristi andet komme, men som gentagne gange har flyttet sine forudsigelser til senere datoer. Han forudså 2012 som den sidste mulige dato for det andet komme. Van Impe påstår ikke længere at kende til den eksakte dato for det andet komme, men han citerer vers som antyder, at menneskeheden skal være klar over, at andet komme er nært forestående. |

## Fremtidige forudsigelser
| Tidspunkt  | Ophavsmand      | Noter |
| ---------- | --------------- | --- |
| 2025       | Alice A. Bailey | I januar 1946, profeterede New age guruen Alice Bailey at Kristus ville vende tilbage noget tid efter 2025 |
| Inden 2057 | Frank J. Tipler | I 1994, udgav fysikeren og talsmand for intelligent design Frank J. Tipler en bog The Physics of Immortality, hvor han påstod at kunne bevise Guds eksistens videnskabeligt, pga. det han kaldte Omega Point teorien. I 2007 udgav han endnu en bog The Physics of Christianity som fokuserer på kristendommen. I denne bog påstår han i første kapitel at Kristi andet komme vil finde sted inden for de næste 50 år, dvs. inden 2057. |